# Алісія Штаймберг
Алі́сія Штаймбе́рг (ісп. Alicia Steimberg, 18 липня 1933 року, Буенос-Айрес — 16 червня 2012 року) — аргентинська письменниця-новелістка.

## Життєпис
Алісія Штаймберг народилася 18 липня 1933 року в родині вчителя Грегоріо Штаймберга та Луїзи Імас, аргентинців східноєвропейського (румунського, українського та російського) походження. Батько помер, коли їй було вісім.
Здобула освіту в Національному педагогічному інституті (ісп. Instituto Nacional del Profesorado) за спеціалізацією в англійській мові.
Вона була директоркою відділу книг Аргентинського секретаріату культури з 1995 по 1997 рік.
Була одружена двічі: з Авраамом Соколовичем у 1957 році, з Тіто Свідлером у 1968 році. Свідлер помер від раку в 1990 році.
Померла Алісія Штаймберг у Буенос-Айресі у віці 78 років після перенесеного серцевого нападу .
Її брат Оскар — відомий сейсмолог.

## Творчість
Перший роман «Музики та годинники» Штаймберг опублікувала у 1971 році. 
У 1983 році опублікувала збірку оповідань «Як і кожен ранок» (ісп. Como todas las mañanas). 
У 1992 році її роман «Клич мене Магдалена» (Cuando digo Magdalena) отримав приз «Преміо Планета Бібліотека дель Сур».
Її творчість наповнена гумором і власним життєвим досвідом з повсякденного життя в міській Аргентині.
Незважаючи на сприятливу критику, Штаймберг займається перекладацькою роботою.
Вона безпосередню взаємодіяла місцевою єврейською громадою. Часом у своїй творчості вона погоджує юдаїзм із католицизмом.